# 坂道の少女
『坂道の少女』（さかみちのしょうじょ）は、沢田聖子が1980年4月25日にリリースしたデビュー・アルバムである。タイトル曲が、3枚目のシングルとして同時発売された。

## 解説
デビュー前の練習曲としてイルカから贈られ、2枚目のシングルにもなった「シオン」、現代国語の授業中に作ったという「雨よ流して」、ピアノの弾き語りのタイトル曲「坂道の少女」を収録。

## 収録曲
1. さよならも言わずに
  - 作詞:沢田聖子／作曲:沢田聖子／編曲:木田高介
2. 坂道の少女
  - 作詞:イルカ／作曲:イルカ／編曲:木田高介
3. はにかんで私
  - 作詞:沢田聖子／作曲:沢田聖子／編曲:木田高介
4. みどりの頃
  - 作詞:沢田聖子／作曲:沢田聖子／編曲:木田高介
5. シオン
  - 作詞:イルカ／作曲:イルカ／編曲:木田高介
6. キャンパススケッチ
  - 作詞:中里綴／作曲:イルカ／編曲:石川鷹彦
7. 春の娘
  - 作詞:沢田聖子／作曲:沢田聖子／編曲:木田高介
8. ミモザの下で
  - 作詞:イルカ／作曲:イルカ／編曲:木田高介
9. 17才の感傷
  - 作詞:沢田聖子／作曲:沢田聖子／編曲:木田高介
10. 雨よ流して
  - 作詞:沢田聖子／作曲:沢田聖子／編曲:石川鷹彦

## 参加ミュージシャン
- ドラム：島村英二
- ベース：杉本和弥、岡沢章
- キーボード：木田高介、渋井博
- アコースティック・ギター：石川鷹彦、谷康一、笛吹利明
- パーカッション：ペッカー橋田、ラリー寿永、木田高介
- エレクトリック・ギター：矢島賢、松原正樹、芳野藤丸
- ソプラノ・サックス、フルート、クラリネット、コーラス：木田高介